# Ptychostomella ommatophora
Ptychostomella ommatophora is een buikharige uit de familie Thaumastodermatidae. Het dier komt uit het geslacht Ptychostomella. Ptychostomella ommatophora werd in 1927 voor het eerst wetenschappelijk beschreven door Remane. 